# کربی-این-اشفیلد
latitudeکربی-این-اشفیلدlongitudeکربی-این-اشفیلد
کربی-این-اشفیلد (به انگلیسی: Kirkby-in-Ashfield) یک شهرک در بریتانیا است که در انگلستان واقع شده‌است.

## خصوصیات
کربی-این-اشفیلد ۲۵٬۲۶۵ نفر جمعیت دارد.